# Ray Reinhardt
Ray Reinhardt (* 28. März 1930 in New York City) ist ein US-amerikanischer Schauspieler.

## Leben
Reinhardt wuchs in der Bronx auf. Er studierte am American Theatre Wing, am Piscator Dramatic Workshop in New York und an der London Academy of Music and Dramatic Art. Reinhardt ist verheiratet und Vater von drei Töchtern. Seine Frau und er verkauften 2000 ihr Haus nahe der University of California Medical Center in San Francisco. 2001 lebte er in New Mexico.

## Theaterkarriere
Während seiner Armeezeit spielte er 1949 seine erste Theaterrolle in Golden Boy von Clifford Odets. Reinhardt wirkte ab Ende der 1950er Jahre in mehreren Broadway-Stücken mit. 1959 war er in The Great God Brown von Eugene O’Neill zu sehen. Im gleichen Jahr spielte er in Lysistrata mit. 1960 spielte er in Peer Gynt, in den beiden Teilen von Heinrich IV. und in She Stoops to Conquer. Von Dezember 1960 bis Januar 1961 trat er in dem Theaterstück Der Pflug und die Sterne (The Plough and the Stars) von Seán O’Casey auf. Des Weiteren wirkte er 1961 in The Octoroon und als Horatio in Hamlet mit. Von 1964 bis 1965 war er in Winzige Alice (Tiny Alice) von Edward Albee an der Seite von John Gielgud und Irene Worth als todbringender Anwalt zu sehen. Durch dieses Stück wurde Bill Ball, der Gründungsdirektor des American Conservatory Theater (ACT) auf ihn aufmerksam.
Dort war Reinhardt ab 1965 als Gründungsmitglied tätig. Er stellte dort unter anderem den Alfred Ill in Der Besuch der alten Dame, den Stanley Kowalski in Endstation Sehnsucht und den McLeavy in Beute dar.
Er spielte 1987 James Tyrone in Eines langen Tages Reise in die Nacht (Long Day’s Journey Into Night) am Berkeley Repertory Theatre und 1993 Willy Loman in Tod eines Handlungsreisenden am San Jose Repertory Theatre. 1996 war er als Poppy in dem Short Play Slavs! von Tony Kushner in Berkeley und 1998 in dem Zweipersonen-Stück Old Wicked Songs von Jon Marans in San Jose zu sehen.
2001 spielte er die Titelrolle in King Lear am Ira and Leonore S. Gershwin Theater im Rahmen des Shakespeare-Festivals in San Francisco. Reinhardt kehrte 2005 zur Bay Area zurück und trat in Awake and Sing! von Clifford Odets und 2006 in The Price von Arthur Miller am Aurora Theatre und 2006 am Lucie Stern Theatre in Palo Alto in Brooklyn Boy von Donald Margulies, einer TheatreWorks-Produktion, auf.
Für seine Darstellung des Jacob in Awake and Sing im September 2009 bei der Aurora Theatre Company wurde er 2009 bei den San Francisco Bay Area Theatre Critics Circle Awards als bester Nebendarsteller nominiert.
Im Winter 2009 trat er erneut als Gregory Solomon in The Price am Vienna’s English Theatre in Wien auf.
An der Seite von Sharon Gless spielte er 2010 in A Round-Heeled Woman in San Francisco. Die Stücke, in denen er auftrat, umfassten auch Gier unter Ulmen von Eugene O’Neill, Der Geizige, Sleuth von Anthony Shaffer und Cyrano de Bergerac. In Fast ein Poet von Eugene O’Neill stellte er Con Melody dar.

## Film und Fernsehen
Ab Anfang der 1970er Jahre wirkte er in verschiedenen Filmen und Fernsehserien mit. Seine erste Serienauftritte fanden 1971 in Rauchende Colts und Arnie statt. 1976 hatte er seinen ersten Filmauftritt in dem Russ-Meyer-Film Drüber, drunter und drauf. Er wirkte 1979 erstmals in einem Science-Fiction-Film mit, Flucht in die Zukunft. In den 1980er Jahren trat er in zahlreichen bekannten Fernsehserien auf, darunter Raumschiff Enterprise: Das nächste Jahrhundert, Golden Girls, Das A-Team, Matlock und Eine schrecklich nette Familie. In der ersten Hälfte der 1990er Jahre nahm er weiterhin regelmäßig Rollen war. Er wirkte in mehreren Serien, zum Beispiel Star Trek: Raumschiff Voyager, L.A. Law – Staranwälte, Tricks, Prozesse und Mord ist ihr Hobby auf. Filmauftritte hatte er in Beinahe ein Engel, Dynasty - The Reunion (Abschlussfilm) und Tyson, einem Film über das Leben von Mike Tyson. Nach 1995 folgte eine längere Pause. 2007 wirkte er in dem Kurzfilm Violet mit.
1979 übernahm er außerdem in einer Hörspielfassung von Der Herr der Ringe für National Public Radio die Rolle des Bilbo Beutlin.
Reinhardt trat auch in Werbefilmen und einem Kurzfilm der Pixar Academy in  Erscheinung.

## Filmografie

### Fernsehserien
Jeweils eine Folge, wenn nicht anders angegeben
- 1962: Preston & Preston (The Defenders)
- 1971: Rauchende Colts (Gunsmoke)
- 1971: Arnie
- 1974: Mannix
- 1986: Golden Girls (The Golden Girls)
- 1986: Das A-Team (The A-Team)
- 1987: Matlock (Matlock)
- 1988: Raumschiff Enterprise: Das nächste Jahrhundert (Star Trek: The Next Generation)
- 1989: Eine schrecklich nette Familie (Married… with Children)
- 1990: L.A. Law – Staranwälte, Tricks, Prozesse (L. A. Law)
- 1990: Wer ist hier der Boss? (Who’s the Boss?)
- 1991: Dynasty - The Reunion (Abschlussfilm)
- 1992: Mord ist ihr Hobby (Murder, She Wrote) (2 Folgen)
- 1995: Star Trek: Raumschiff Voyager (Star Trek: Voyager)
- 1995: Tyson

### Kino
- 1976: Drüber, drunter und drauf (Up!)
- 1979: Flucht in die Zukunft (Time after Time)
- 1980: Cardiac Arrest
- 1990: Das Kindermädchen (The Guardian)
- 1990: Beinahe ein Engel (Almost an Angel)
- 1993: Mein Leben für dich (My Life)
- 1995: Blood Line – Eine verhängnisvolle Verbindung (The Tie That Binds)
- 2007: Violet